# 神矢みのる
神矢 みのる（かみや みのる、6月8日 - ）は、日本の漫画家。神奈川県鎌倉市出身。多摩美術大学卒業、漫画研究会の二年後輩にしりあがり寿がいた。

## 作品リスト
| 1970年代 | 1970年代                                                   |
| -------- | ---------------------------------------------------------- |
| 1978年   | 遙かなる海より（マンガ少年）ペンネーム絵夢桂               |
| 1979年   | ラスト・チェイス（週刊少年チャンピオン）                   |
| 1980年代 |                                                            |
| 1981年   | 弾が行く（週刊少年チャンピオン）                           |
| 1981年   | ボンバー弾（週刊少年チャンピオン）                         |
| 1981年   | マシン聖域（月刊少年チャンピオン）                         |
| 1982年   | ギンギン銀之丞（月刊少年チャンピオン）                     |
| 1982年   | 鉄砲玉ラプソディー（週刊少年チャンピオン）                 |
| 1982年   | ジン - ジン（原作：小堀洋）（週刊少年チャンピオン）        |
| 1983年   | 乱ナーズ（ヤングチャンピオン）                             |
| 1983年   | プラレス3四郎（原作：牛次郎）（週刊少年チャンピオン）      |
| 1986年   | BOYS（積木爆・原作）（月刊少年チャンピオン）               |
| 1986年   | ニンジャじゃ阿仁丸（コミックボンボン）                     |
| 1987年   | RAFファイターズ（マガジンスペシャル）                      |
| 1987年   | ガン&パンチ（月刊少年マガジン）                            |
| 1988年   | フルメタル刑事（フレッシュジャンプ）                       |
| 1988年   | 魔獣戦奇ジュドー（コミックボンボン）                       |
| 1990年代 |                                                            |
| 1990年   | SAIバード（コミックボンボン）                              |
| 1990年   | BOXER（村雨 竜彦・原作）（コミックスコラ）                 |
| 1991年   | タマロイド 超Cガンダム（コミックボンボン）                 |
| 1992年   | FM戦士SUMOキッズ（牛 次郎・原作）（月刊少年ガンガン）      |
| 1994年   | 夢幻冒険（リアライズド・ファンタジーズ）（コミックガンマ） |
| 1994年   | おたすけモニュマ神（コミックボンボン）                     |
| 1995年   | 闘志天翔（佐竹 雅昭・原作）（覇王マガジン）                |
| 1996年   | 江戸川探偵組（コミックボンボン）                           |
| 1997年   | サイバーエッグ バトルチャンピオン（PlayStation）           |
| 1998年   | 不沈戦艦紀伊（原作：子竜蛍）（RGCコミックス）              |
| 1999年   | サンライズ英雄大戦（コミックボンボン）                     |
| 2000年代 |                                                            |
| 2003年   | プラレスラーVAN（原作：牛次郎）（チャンピオンRED）         |
| 2006年   | アクト・オン!（FlexComixブラッド）                         |